# Лисик Василь
Василь Лисик (нар. 1886, Ременів — пом. після 1914) — український скульптор.

## Біографія
Народився у 1886 році в селі Ременові (тепер Львівський район Львівської області, Україна). У 1906–1910 роках навчався у Львівській школі художнього промислу, де у нього викладали Юліуш Белтовський, Ян Нальборчик. Одночасно у 1908–1911 роках працював асистентом у майстерні Зиґмунта Курчинського, допомагав виконувати скульптурний декор будинків.
У 1913–1914 роках навчався в Краківській академії красних мистецтв (бронзова медаль; майстерня Константи Лящки). Помер після 1914 року.

## Творчість
Серед робіт:
- гіпсове погруддя Тараса Шевченка;
- погруддя М. Шушкевича;
- погруддя С. Худяк-Липки (1911);
- дерев'яні барельєфи.

За погруддя Тараса Шевченка та дерев'яні барельєфи у 1909 році отримав золоту медаль Крайової рільничо-промислової виставки в місті Стрию.